# استورفوش
استورفوش (به سوئدی: Storfors) یک منطقهٔ مسکونی در سوئد است که در بخش استورفوش واقع شده‌است. استورفوش ۲٫۸۷ کیلومتر مربع مساحت و ۲٬۳۳۷ نفر جمعیت دارد.